# Stylidium longitubum
Stylidium longitubum är en tvåhjärtbladig växtart som beskrevs av George Bentham. Stylidium longitubum ingår i släktet Stylidium och familjen Stylidiaceae. Inga underarter finns listade i Catalogue of Life.